# 二分陰嚢
二分陰嚢（にぶんいんのう、英: Bifid scrotum）は、男児・女児の稀な性分化疾患の一形態である。男児では近位尿道下裂に合併することが多く、部分アンドロゲン不応症等で発生する。女児では先天性副腎過形成症等による男性化で見られる。
男児の女性化（男性化不全）はキグレイ尺度で、女児の男性化はプラダー尺度で評価される。